# Delias manuselensis
Delias manuselensis is een vlindersoort uit de familie van de Pieridae (witjes), onderfamilie Pierinae.
Delias manuselensis werd in 1920 beschreven door Talbot.